# Kirschenhain

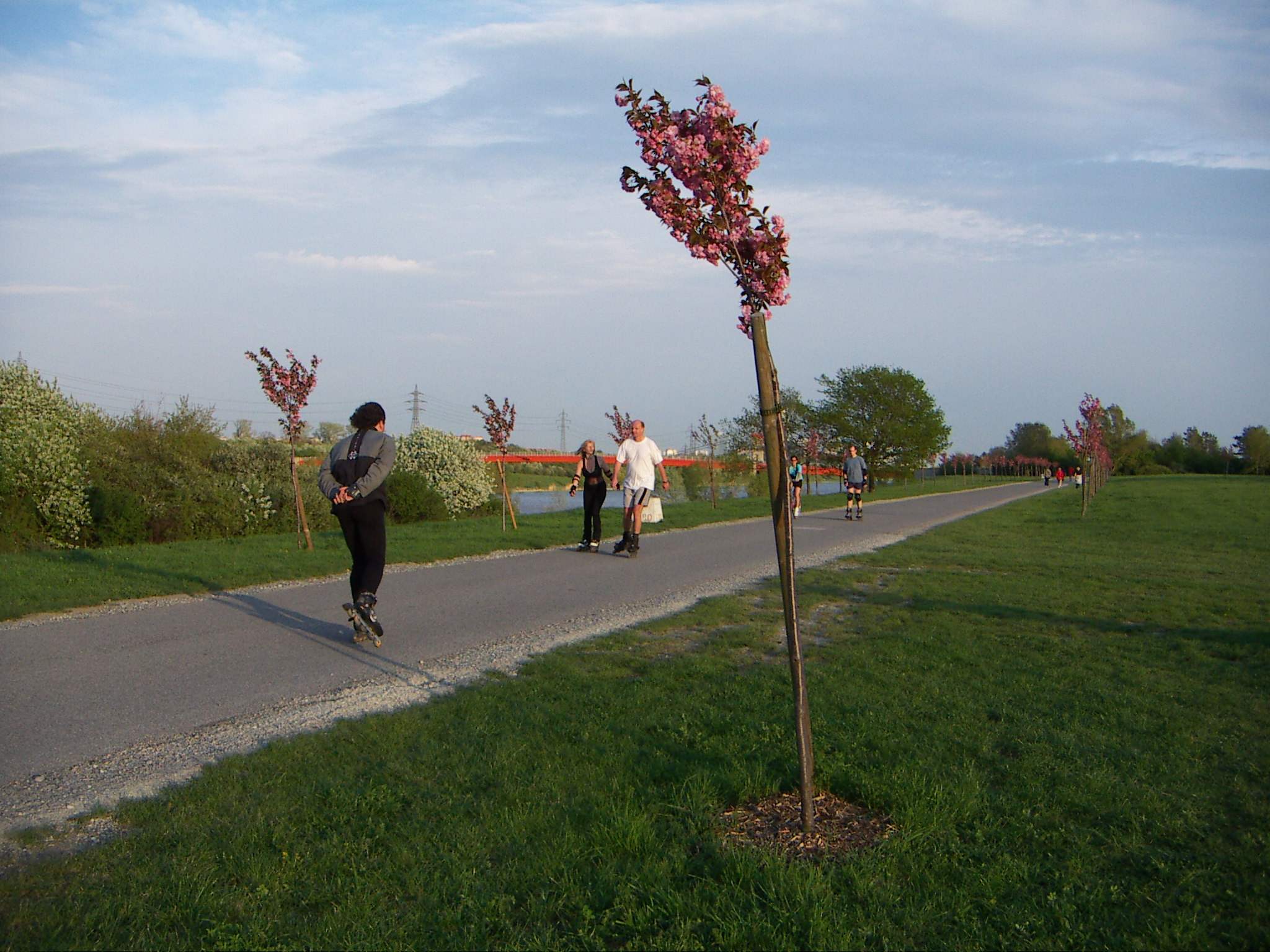
Kirschenhain mit Jedleseer Brücke im Hintergrund (2006)

Der Kirschenhain auf der Donauinsel (Katastralgemeinde Schwarze Lackenau des 21. Wiener Gemeindebezirks) ist ein Zeichen der Freundschaft zwischen Japan und Österreich.

## Hintergrund
Im Zuge des Millenniums (996–1996) der Nennung des Namens Österreich stifteten japanische Partnergemeinden von Wiener Bezirken der Stadt Wien 1000 Kirschbäume. Dabei wurde in Bezirk Floridsdorf auf der Donauinsel bei der Jedleseer Brücke ein Kirschenhain angelegt. Zwischen 150 Kanzan-Kirschbäumen wurden 100 Skulpturen aus Schremser Granit in der Form von Stelen der Künstlergruppe to the woods angeordnet.
Nach der Errichtung wurde ab 2002 in Anlehnung an das japanische Kirschblütenfest mit einem jährlichen Kirschenhainfest begonnen. Die Veranstalter sind die Künstlergruppe to the woods, das Forstamt der Stadt Wien und die Japanische Botschaft in Wien.
2009 wurden flussaufwärts Jubiläumsbäume gepflanzt und mit einem Pult aus Metall mit Gedenktafel bezeichnet, welche an 140 Jahre der Aufnahme der diplomatischen Beziehungen zwischen Japan und Österreich erinnern.